# Michael Galitzen
Michael Galitzen   (Los Angeles, 6 de setembre de 1909 - Hollywood, 6 de juny de 1959), també conegut com a Mickey Riley a partir de 1931, fou un saltador estatunidenc que va competir durant les dècades de 1920 i 1930.
El 1928 va prendre part en els Jocs Olímpics d'Amsterdam, on va disputar dues proves del programa de salts. En la de trampolí de 3 metres guanyà la medalla de plata, mentre en la de palanca de 10 metres guanyà la de bronze. Quatre anys més tard, als Jocs de Los Angeles, tornà a disputar dues proves del programa de salts. En la de trampolí de 3 metres guanyà la medalla d'or i en la de palanca de 10 metres guanyà la de plata.
Després dels Jocs va treballar com a editor i juntament amb el seu germà va participar en nombrosos espectacles de salts. Va morir al seu apartament de Hollywood el 1959. El 1977 fou inclòs a l'International Swimming Hall of Fame.